# Бернард Дибурдје
Бернар Дибурдје (28. април 1773 – 13. март 1811) је био француски адмирал.

## Биографија
Рођен је у Бајону. Након избијања Француске револуције, Бурдје је био кормилар. За време Наполеонових ратова је командовао ескадром у Јадранском мору. Вишку луку је напао 1810. године и у њој запленио неколико бродова након чега је запалио бродоградилиште. Следеће године је командовао експедицијом против Виса. Погинуо је у боју против британске ескадре капетана Хоста.